# PGLYRP4
PGLYRP4 (англ. Peptidoglycan recognition protein 4) – білок, який кодується однойменним геном, розташованим у людей на 1-й хромосомі. Довжина поліпептидного ланцюга білка становить 373 амінокислот, а молекулярна маса — 40 620.
| 10         |  | 20         |  | 30         |  | 40         |  | 50         |
| ---------- |  | ---------- |  | ---------- |  | ---------- |  | ---------- |
| MLPWLLVFSA |  | LGIQAWGDSS |  | WNKTQAKQVS |  | EGLQYLFENI |  | SQLTEKGLPT |
| DVSTTVSRKA |  | WGAEAVGCSI |  | QLTTPVNVLV |  | IHHVPGLECH |  | DQTVCSQRLR |
| ELQAHHVHNN |  | SGCDVAYNFL |  | VGDDGRVYEG |  | VGWNIQGVHT |  | QGYNNISLGF |
| AFFGTKKGHS |  | PSPAALSAME |  | NLITYAVQKG |  | HLSSSYVQPL |  | LGKGENCLAP |
| RQKTSLKKAC |  | PGVVPRSVWG |  | ARETHCPRMT |  | LPAKYGIIIH |  | TAGRTCNISD |
| ECRLLVRDIQ |  | SFYIDRLKSC |  | DIGYNFLVGQ |  | DGAIYEGVGW |  | NVQGSSTPGY |
| DDIALGITFM |  | GTFTGIPPNA |  | AALEAAQDLI |  | QCAMVKGYLT |  | PNYLLVGHSD |
| VARTLSPGQA |  | LYNIISTWPH |  | FKH        |  |            |  |            |

A: Аланін

C: Цистеїн

D: Аспарагінова кислота

E: Глутамінова кислота

F: Фенілаланін

G: Гліцин

H: Гістидин

I: Ізолейцин

K: Лізин

L: Лейцин

M: Метіонін

N: Аспарагін

P: Пролін

Q: Глутамін

R: Аргінін

S: Серин

T: Треонін

V: Валін

W: Триптофан

Кодований геном білок за функціями належить до антибіотиків, антимікробних білків. 
Задіяний у таких біологічних процесах, як імунітет, вроджений імунітет, альтернативний сплайсинг. 
Секретований назовні.